# Іван Дібанго
Джуніор Іван Ньябеє Дібанго (англ. Junior Yvan Nyabeye Dibango;) — камерунський футболіст, лівий захисник клубу «Кривбас».

## Клубна кар'єра

### «Дрегон Клаб»
Народився в Камеруні у місті Яунде. Вихованець місцевого футбольного клубу «Дрегон Клаб», за який він виступав із 2018 по 2021 рік.

### «Іслоч»
Весною 2021 року приєднався до білоруського клубу «Іслоч». Дебютував футболіст 3 квітня 2021 року в грі проти солігорського «Шахтаря». 5 травня 2021 року у матчі-відповіді півфіналу Кубка Білорусії, проти «Шахтаря», камерунець забив свій перший гол за команду і допоміг пройти у фінал турніру. 23 травня 2021 року відбувся фінал Кубка Білорусії проти борисівського «БАТЕ», де камерунець також взяв участь, проте борисівчани виявилися сильнішими, вигравши 2:1. Перший гол у Вищій лізі Іван забив 25 липня 2021 року в матчі проти «Сморгоні», завдяки якому гравець допоміг своїй команді виграти матч з рахунком 2:1. Камерунський захисник став лідером оборони «вовків» по ходу сезону. Також Дібанго став лідером команди за кількістю зіграного часу за сезон, а саме 2820 хвилин, зігравши в 2021 році 31 гру у всіх турнірах.
Сезон 2022 Дібанго почав з домашньої поразки проти «Слуцька» з рахунком 1:2. 2 квітня 2022 року в матчі проти брестського «Динамо» відзначився голом на 26 хвилині матчу, а 27 травня у матчі проти могильовського «Дніпра» відзначився результативною гольовою передачею через хвилину після того, як могильовський клуб зрівняв рахунок і вирвав цим голом перемогу.

### «ФКІ Левадія»
У серпні 2022 року перейшов до естонського клубу «ФКІ Левадія». Потім з'явилася інформація, що захисник на правах оренди перейде до українського клубу «Кривбас».
Незабаром після переходу в естонський клуб спортивний директор «Левадії» підтвердив, що футболіст на правах оренди проведе сезон в українському клубі. У вересні 2022 року «Кривбас» офіційно підписав контракт із гравцем на 1 рік без права викупу.

## Міжнародна кар'єра
У лютому 2021 року Дібанго був викликаний до молодіжної збірної Камеруну до 20 років для участі в Молодіжному кубку африканських націй. На турнірі зіграв у одному матчі 20 лютого 2021 року проти Мозамбіку (4:1), а його збірна вилетіла в серії пенальті у чвертьфіналі від майбутніх переможців турніру збірної Гани.